# Idan Raichel
Idan Raichel (in ebraico: עידן רייכל) (Kfar Saba, 12 settembre 1977) è un musicista e compositore israeliano.

## Carriera
Idan Raichel è divenuto celebre grazie al progetto musicale The Idan Raichel Project (in ebraico: הפרוייקט של עידן רייכל), attraverso il quale sperimenta la fusione di generi musicali diversi, come il jazz e la musica elettronica, utilizzando anche testi della tradizione ebraica. Ha esordito con l'album eponimo The Idan Raichel Project nel 2002, che poi è uscito sul mercato internazionale nel 2006. Il secondo disco Mi'ma'amakim è uscito nel 2005.
Nel 2009 ha pubblicato l'album Within My Walls. Negli anni seguenti ha collaborato con Marta Gómez, Mayra Andrade e India.Arie. Nel 2010 avvia un nuovo progetto chiamato The Touré-Raichel Collective insieme al cantante e chitarrista maliano Vieux Farka Touré.
Nel 2013 è la volta di Quarter to Six, album del The Idan Raichel Project che vede la collaborazione di Ana Moura, Mira Awad, Andreas Scholl e Marta Gómez. Tra il 2013 e il 2014 Raichel ha collaborato dal vivo con Alicia Keys. 

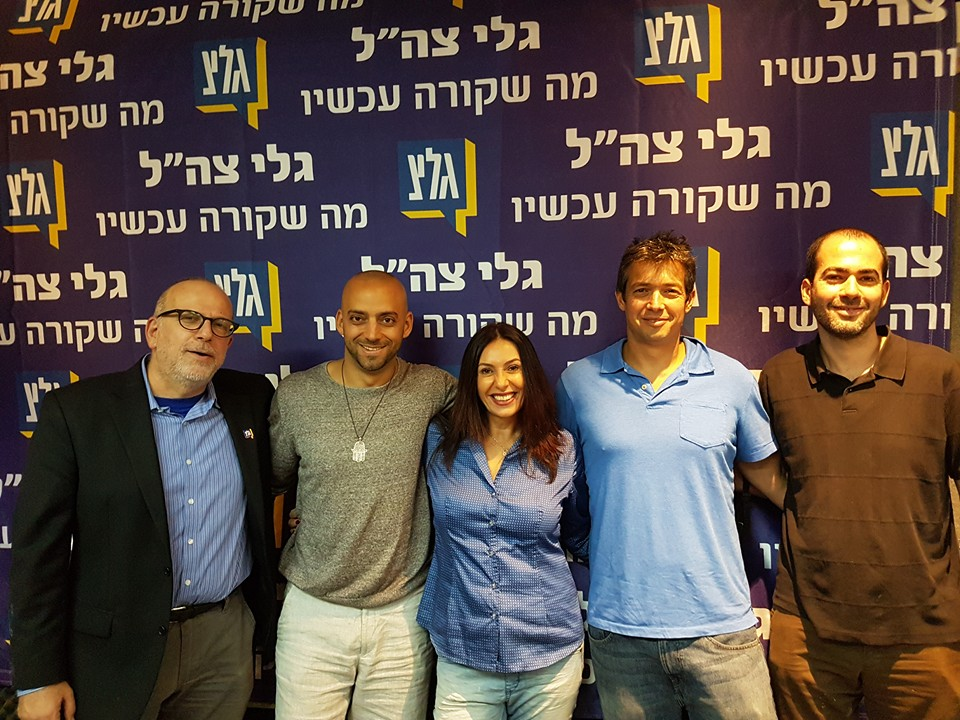
Idan Raichel alla radio dell'esercito, 2016
Yaron Deckel, Idan Raichel, Miri Regev, Yoaz Hendel, Dr. Asael Lubotzky

Nel 2015 pubblica At the Edge of the Beginning. È autore della musica e coautore del testo, insieme a Riccardo Sinigallia, del brano Amami amami (2016) interpretato da Mina e Adriano Celentano.

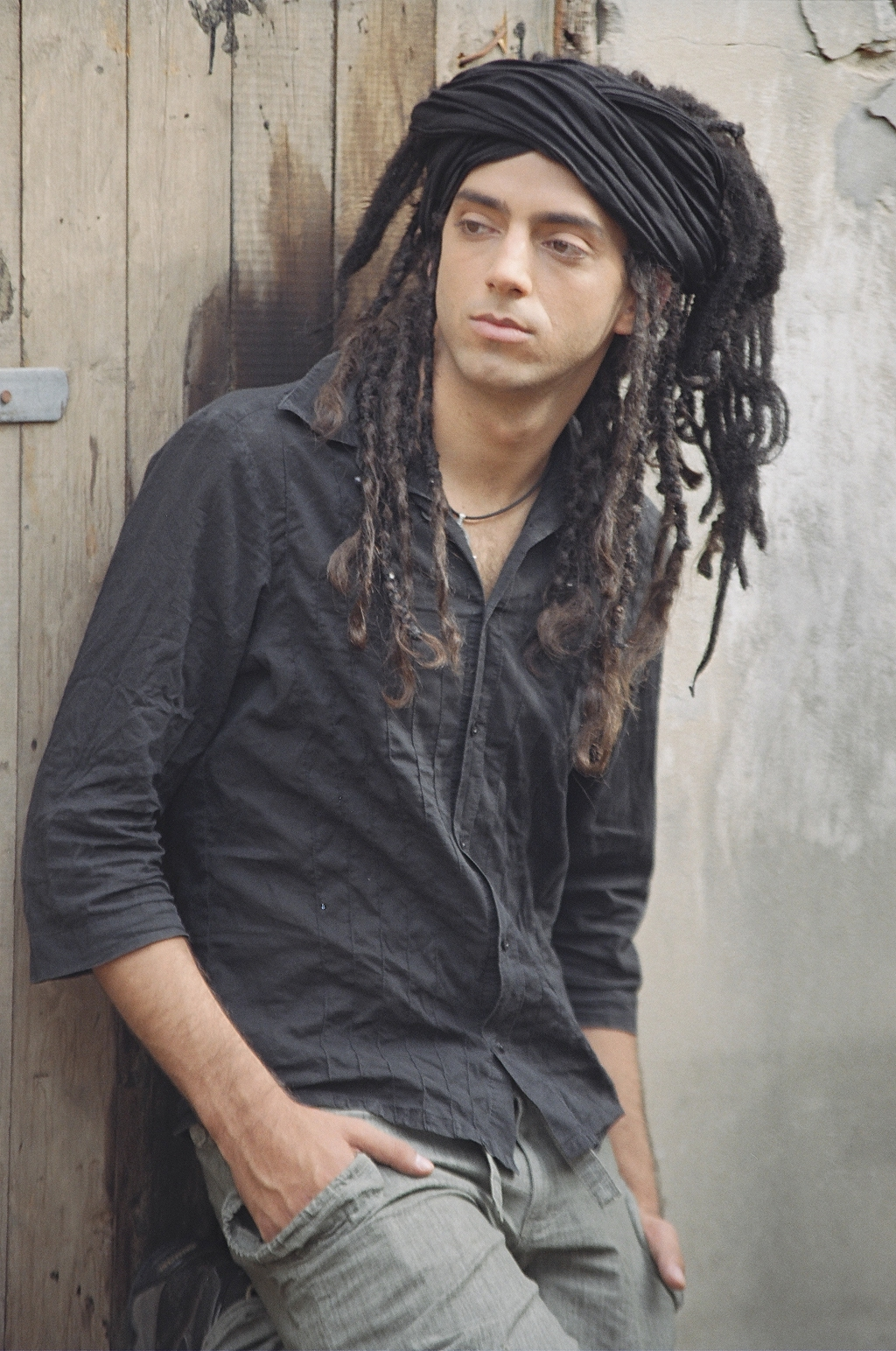
Raichel nel 2007.

## Discografia
- 2002 - The Idan Raichel Project
- 2005 - Mi'ma'amakim
- 2006 - The Idan Raichel Project (Edizione Internazionale)
- 2008 - Ben Kirot Beyti
- 2009 - Within My Walls
- 2011 - Traveling Home
- 2012 - The Tel Aviv Session
- 2013 - Quarter to Six
- 2014 - The Paris Session
- 2015 - At the Edge of the Beginning